# Virginie Viard
Virginie Viard (1962) é uma estilista francesa que é a diretora-criativa da Chanel desde 2019.

## Juventude
Viard cresceu em Dijon. Seu pai é um campeão de esqui que se tornou cirurgião; seus avós maternos eram fabricantes de seda.

## Carreira
Em 1987, Viard ingressou na Chanel, onde trabalhou com bordados. Depois disso, ela seguiu Karl Lagerfeld para a Chloé.
Viard deixou a Chloé com Lagerfeld em 1997, retornando ao estúdio Chanel como diretora do estúdio de design de moda. Em 2000, tornou-se diretora do estúdio de criação da Chanel, onde supervisionou as coleções de alta costura, pronto para vestir e acessórios. Ela trabalhou em estreita colaboração com Karl Lagerfeld em todas as 10 coleções que a Chanel produz a cada ano.
Ela foi nomeada diretora artística da casa de moda Chanel em Paris a partir de 2019, após a morte de Lagerfeld.